# Andrew Comiskey
Andrew Comiskey (* 13. Januar 1958) ist ein US-amerikanischer Theologe. Er ist der Gründer von Desert Stream Ministries, einer US-amerikanischen Organisation, die sich dem Versuch verschrieben hat, Homosexuelle aus ihrer sexuellen Veranlagung heraus in die Heterosexualität zu führen.

## Leben
Comiskey wuchs im Metropolitangebiet von Los Angeles auf. Seine Familie gehörte zur Mainline-Kirche, der moderaten protestantischen Kirche. Mit der Pubertät entwickelte er seine homosexuelle Neigung. In der High-School-Zeit besuchte er Schwulendiscos in Hollywood. Nach seinem Abschluss zog er von zuhause aus und wohnte gemeinsam mit einem Freund in einem Schwulenviertel von Long Beach.
Nachdem zwei seiner älteren Brüder evangelikale Christen geworden waren, begann Comiskey, sich stärker für den christlichen Glauben zu interessieren. Im November 1976 entschied er sich für ein Leben als evangelikaler Christ. Danach zog er wieder zu seinen Eltern. Das Spannungsverhältnis zwischen dem kirchlichen Anspruch bzw. seiner inzwischen angenommenen Glaubenshaltung, seine Homosexualität nicht zu leben und auf der anderen Seite seinen sexuellen Gefühlen und Bedürfnissen erlebte er als unerträglich. Comiskey entschied sich dafür, der eingeschlagenen religiösen Ausrichtung weiter zu folgen.
Comiskey studierte zunächst Englisch und Französisch an der University of California in Los Angeles. In dieser Zeit, 1979, trat er einer örtlichen Kirchengemeinde bei, in der er oft für die Beratung von Lesben und Schwulen eingeteilt wurde. Auf Vorschlag der Ältesten seiner Gemeinde gründete und leitete er eine Ex-Gay-Gruppe, in der Homosexuelle ihre sexuelle Ausrichtung verändern sollen. Comiskey studierte in der Folge Theologie am Fuller Theological Seminary, wo er mit einem Master of Divinity abschloss. Die Vineyard-Bewegung ordinierte ihn 1981 zum Pastor.
Aus der Arbeit in seiner Ex-Gay-Gruppe heraus gründete Comiskey 1980 die Organisation Desert Stream Ministries, die eine ähnliche Zielsetzung verfolgt. Er schrieb in den folgenden Jahren auch Bücher für die Ex-Gay-Bewegung, zu deren bekannteren Protagonisten in den Vereinigten Staaten er mit der Zeit wurde. Zeitweilig war er Präsident von Exodus International, einem US-amerikanischen Dachverband von Ex-Gay-Organisationen.
2003 verließ Comiskey die Vineyard-Bewegung und arbeitete danach im International House of Prayer von Mike Bickle in Kansas City (Missouri) mit.
Andrew Comiskey ist seit 1980 mit seiner Frau Annette verheiratet, die er als Student an der University of California kennengelernt hatte. Gemeinsam haben sie vier Kinder.
Comiskey äußerte, dass er nach wie vor manchmal mit seinen früheren sexuellen Wünschen kämpfe, sieht sich aber als „geheilt“ von seiner „sexuellen Zerbrochenheit“. Die „Heilung“ sei jedoch „ein langer und nicht einfacher Prozess“.

## Veröffentlichungen
- Pursuing Sexual Wholeness: How Jesus Heals the Homosexual, Charisma House 1989, ISBN 0884192598 (engl.)
- Befreite Sexualität. Heilung und Reifung der eigenen sexuellen Identität. Hilfen für Seelsorger und Berater, 1993, ISBN 3925352880
  - selbiges als Buch und Arbeitsbuch: ISBN 3894900253
- Befreite Sexualität. Hilfen für Menschen mit homosexuellen Empfindungen, Seelsorger und Berater, 1997, ISBN 3894901896
- Strength in Weakness: Overcoming Sexual and Relational Brokenness, InterVarsity Press 2003, ISBN 0830823689 (engl.)